# George Clifford, 3:e earl av Cumberland
George Clifford, 3:e earl av Cumberland, född 8 augusti 1558, död 30 oktober 1605, var en engelsk earl och ämbetsman. 
George Clifford intog genom sin rikedom, sitt fördelaktiga yttre och sitt belevade uppförande en framstående ställning vid drottning Elisabeths hov. Han var 1586 medlem av domstolen i processen mot Maria Stuart. Under Englands krig mot Spanien utrustade han 1586-1598 på egen hand 10 kaparflottor, den största om 20 skepp, över vilka han själv vid några tillfällen förde befälet.